# Calyptranthes mayana
Calyptranthes mayana är en myrtenväxtart som beskrevs av Cyrus Longworth Lundell. Calyptranthes mayana ingår i släktet Calyptranthes och familjen myrtenväxter. Inga underarter finns listade i Catalogue of Life.